# Epigynopteryx xanthiaria
Epigynopteryx xanthiaria là một loài bướm đêm trong họ Geometridae.